# Petar Zjekov
Petar Petrov Zjekov (Bulgaars: Петър Петров Жеков) (Knizhovnik, Chaskovo, 10 oktober 1944 – Sofia, 18 februari 2023) was een Bulgaars voetballer. Hij geldt als de meest trefzekere spits ooit in het Bulgaarse professionele voetbal. In 333 wedstrijden scoorde hij voor Dimitrovgrad, Beroe Stara Zagora en CSKA Sofia in totaal 253 doelpunten.

## Carrière
Zjekov begon zijn carrière bij Dimitrovgrad in 1960. Na twee jaar verhuisde hij naar Beroe Stara Zagora waar hij tijdens zijn vijfjarige verblijf tweemaal topscorer werd. Hij speelde 135 wedstrijden voor de club waarin hij 101 maal het net vond. In 1968 verhuisde hij naar CSKA Sofia waar hij op sportief gebied zijn meest succesvolle periode kende. In zijn eerste seizoen won hij meteen de dubbel, prolongeerde hij zijn topscorerstitel en werd hij Europees topschutter van het seizoen waardoor hij de Gouden Schoen in de wacht sleepte. In de daaropvolgende seizoenen bleef hij de successen aaneen rijgen en wist hij nog vele prijzen met CSKA Sofia te pakken. Hij werd uiteindelijk clubtopscorer met 144 doelpunten. In 1975 beëindigde hij zijn carrière met een indrukwekkend aantal doelpunten (253 in 333 competitiewedstrijden). Met dit aantal is hij nog steeds topscorer aller tijden van de Bulgaarse profcompetitie.
Daarnaast kwam Zjekov met het Bulgaarse elftal tweemaal uit op een WK voetbal, in 1966 en 1970. Bovendien behaalde hij met de Olympische ploeg in 1968 een zilveren medaille, nadat er in de finale werd verloren van Hongarije.

## Erelijst
Met CSKA Sofia:
- Bulgaars kampioen: 1969, 1971, 1972, 1973, 1975
- Bulgaarse Beker: 1969, 1972, 1973, 1974

Met Bulgaars Olympisch elftal:
- Zilveren medaille: 1968

Individuele prijzen:
- Topscorer Bulgaarse competitie: 1967, 1968, 1969 , 1970 , 1972 , 1973[5]
- Gouden Schoen: 1969
- Zilveren Schoen: 1970
- Bronzen Schoen: 1973